# 2-Méthylacétoacétyl-coenzyme A
La 2-méthylacétoacétyl-coenzyme A, abrégée en 2-méthylacétoacétyl-CoA, est un thioester de l'acide 2-méthylacétoacétique avec la coenzyme A. C'est un intermédiaire du métabolisme de l'isoleucine.